# Nova (Hongarije)
Nova is een plaats (község) en gemeente in het Hongaarse comitaat Zala, gelegen in het district Lent. Nova telt 800 inwoners (2015). De stad ligt in het Göcsej.

## Geschiedenis
De eerste schriftelijke vermelding van Nova in 850 werd gemaakt in het aartsbisdom Salzburg. In een brief in 1190 noemt hij Nova als een herenhuis van het bisdom van Veszprém.
Na de val van Szigetvár in 1566 kwam Göcsej onder Turkse heerschappij.
De eerste Joden verschenen in de nederzetting in 1780 en ze woonden daar tot 1944. Op 1 januari 1870 werd het district Nova gevormd als onderdeel van de administratieve hervorming.
Op 31 mei 1931 begon de busroute naar Bak en was de busgarage voltooid.
In 1950 werd het district Nova gesloten. In 1957 werd het nieuwe culturele centrum gebouwd op de plaats van een deel van het voormalige graafkasteel.

## Afbeeldingen

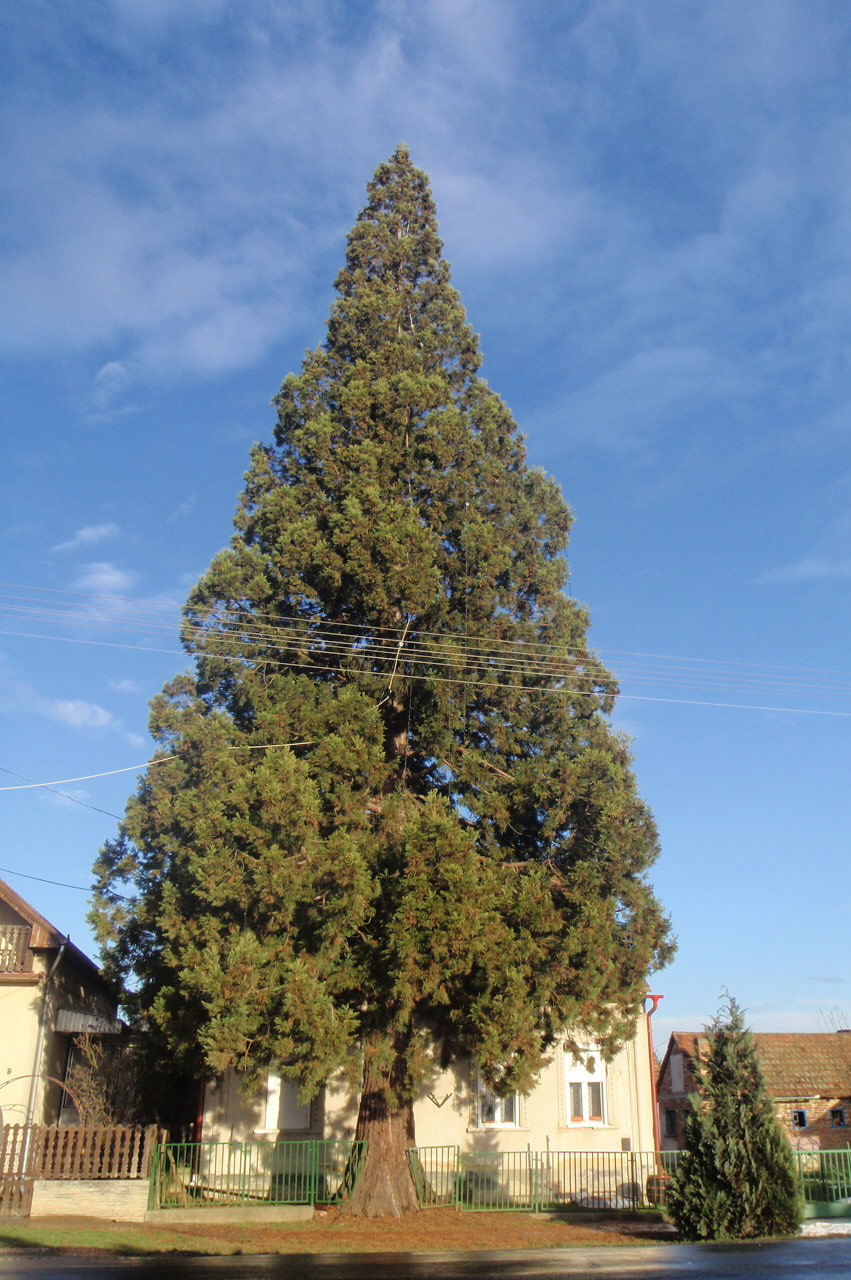
Pijnboom